# Đoàn Thanh niên Cộng sản Hồ Chí Minh

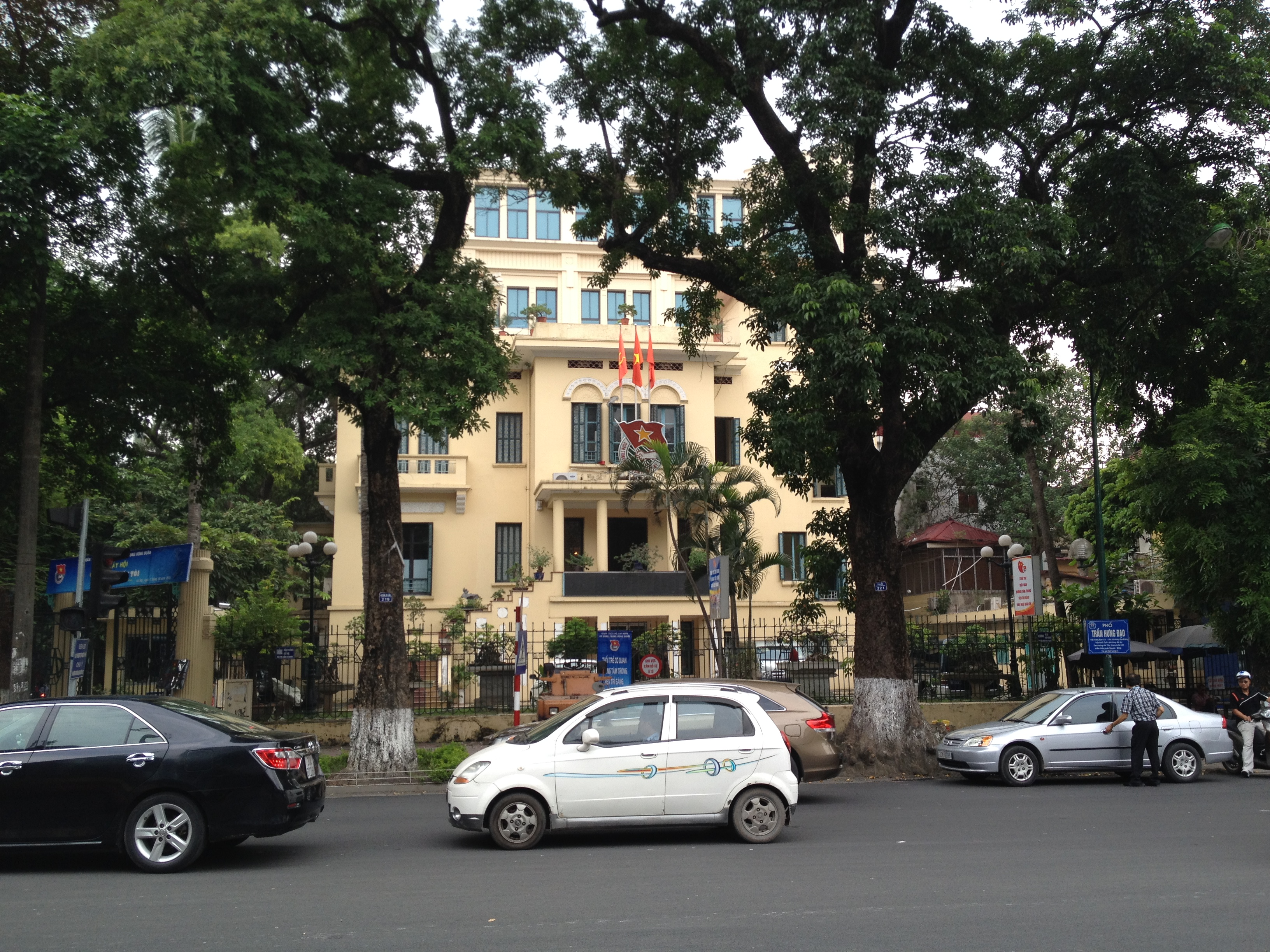
Trụ sở Trung ương Đoàn TNCS Hồ Chí Minh

Đoàn Thanh niên Cộng sản Hồ Chí Minh, thường được gọi ngắn gọn là Đoàn, là một tổ chức chính trị – xã hội của thanh niên Việt Nam. Tổ chức này do Đảng Cộng sản Việt Nam và Chủ tịch Hồ Chí Minh sáng lập, lãnh đạo và rèn luyện.
Tổ chức này được coi là vườn ươm đội ngũ cán bộ lãnh đạo và quản lý tương lai cho Đảng Cộng sản Việt Nam, là "cánh tay nối dài" của nhà nước. Đoàn Thanh niên được tổ chức và vận hành theo mô hình hành chính từ trung ương xuống đến các cấp xã, phường với đầy đủ chức danh thuộc biên chế hưởng lương nhà nước.

## Địa vị pháp lí
Trong Điều lệ Đoàn Thanh niên Cộng sản Hồ Chí Minh được Đại hội Đoàn toàn quốc lần thứ XI thông qua ngày 13/12/2017 xác định vai trò của Đoàn Thanh niên Cộng sản Hồ Chí Minh như sau:
| “ | Đoàn Thanh niên Cộng sản Hồ Chí Minh là tổ chức chính trị-xã hội của thanh niên Việt Nam do Đảng Cộng sản Việt Nam và Chủ tịch Hồ Chí Minh sáng lập, lãnh đạo và rèn luyện. Đoàn bao gồm những thanh niên tiên tiến, phấn đấu vì mục đích, lý tưởng của Đảng là độc lập dân tộc gắn liền với chủ nghĩa xã hội, dân giàu, nước mạnh, dân chủ, công bằng, văn minh. Được xây dựng, rèn luyện và trưởng thành qua các thời kỳ đấu tranh cách mạng, Đoàn đã tập hợp đông đảo thanh niên phát huy chủ nghĩa anh hùng cách mạng, cống hiến xuất sắc cho sự nghiệp giải phóng dân tộc, thống nhất đất nước, xây dựng và bảo vệ Tổ quốc. Bước vào thời kỳ mới, Đoàn tiếp tục phát huy những truyền thống quý báu của dân tộc và bản chất tốt đẹp của mình, xây dựng thế hệ thanh niên Việt Nam giàu lòng yêu nước, tự cường dân tộc; kiên định lý tưởng độc lập dân tộc và chủ nghĩa xã hội; có đạo đức cách mạng, ý thức chấp hành pháp luật, sống có văn hóa, vì cộng đồng; có năng lực, bản lĩnh trong hội nhập quốc tế; có sức khỏe, tri thức, kỹ năng và tác phong công nghiệp trong lao động tập thể, trở thành những công dân tốt của đất nước; xung kích, sáng tạo làm chủ khoa học công nghệ tiên tiến, vươn lên ngang tầm thời đại. Đoàn Thanh niên Cộng sản Hồ Chí Minh kế tục trung thành, xuất sắc sự nghiệp cách mạng vẻ vang của Đảng và Chủ tịch Hồ Chí Minh; thường xuyên bổ sung lực lượng trẻ cho Đảng; tổ chức động viên đoàn viên, thanh niên cả nước đi đầu trong sự nghiệp công nghiệp hóa, hiện đại hóa đất nước, hội nhập quốc tế và bảo vệ Tổ quốc Việt Nam xã hội chủ nghĩa. Đoàn Thanh niên Cộng sản Hồ Chí Minh là đội hậu bị tin cậy của Đảng Cộng sản Việt Nam; là lực lượng xung kích cách mạng; là trường học xã hội chủ nghĩa của thanh niên; đại diện chăm lo, bảo vệ quyền và lợi ích hợp pháp, chính đáng của tuổi trẻ; phụ trách Đội Thiếu niên Tiền phong Hồ Chí Minh; là lực lượng nòng cốt chính trị trong phong trào thanh niên và trong các tổ chức thanh niên Việt Nam. Đoàn Thanh niên Cộng sản Hồ Chí Minh là thành viên của hệ thống chính trị, hoạt động trong khuôn khổ Hiến pháp và Pháp luật của nước Cộng hòa Xã hội Chủ nghĩa Việt Nam. Đoàn phối hợp với các cơ quan Nhà nước, Mặt trận Tổ quốc Việt Nam, các đoàn thể, tổ chức kinh tế, xã hội, các tập thể lao động và gia đình chăm lo giáo dục, đào tạo và bảo vệ thanh thiếu nhi; tổ chức cho đoàn viên, thanh niên tích cực tham gia vào việc quản lý nhà nước và xã hội. Đoàn Thanh niên Cộng sản Hồ Chí Minh đoàn kết, phát triển quan hệ hữu nghị, hợp tác bình đẳng với các tổ chức thanh niên tiến bộ, thanh niên và nhân dân các nước trong cộng đồng quốc tế phấn đấu vì hòa bình, độc lập dân tộc, dân chủ và tiến bộ xã hội, vì tương lai và hạnh phúc của tuổi trẻ. | ” |

## Điều lệ
Điều lệ Đoàn là văn bản pháp lý cơ bản của Đoàn, xác định những vấn đề cơ bản về Đoàn, các nguyên tắc về tổ chức, hoạt động, cơ cấu bộ máy của Đoàn; quy định trách nhiệm, nghĩa vụ, quyền hạn của Đoàn viên và của tổ chức Đoàn các cấp.
Mục đích của việc xây dựng Điều lệ Đoàn là nhằm thống nhất tư tưởng, tổ chức và hành động trong toàn Đoàn, thực hiện mục tiêu của Đoàn. Điều lệ Đoàn do Đại hội đại biểu toàn quốc hoặc Hội nghị đại biểu toàn quốc của Đoàn thông qua và ban hành. Mọi tổ chức Đoàn và Đoàn viên đều phải chấp hành Điều lệ Đoàn
Điều lệ Đoàn Thanh niên Cộng sản Hồ Chí Minh khóa XII hiện có 13 chương, 42 điều:
- Chương I: Đoàn viên (gồm 4 điều, điều 1 - điều 4)
- Chương II: Nguyên tắc, cơ cấu tổ chức và hoạt động (gồm 6 điều, điều 5 - điều 10)
- Chương III: Cơ quan lãnh đạo ở cấp Trung ương (gồm 3 điều, điều 11 - điều 13)
- Chương IV: Cơ quan lãnh đạo ở cấp tỉnh, cấp huyện (gồm 3 điều, điều 14 - điều 16)
- Chương V: Tổ chức cơ sở Đoàn (gồm 5 điều, điều 17 - điều 21)
- Chương VI: Đoàn khối, Đoàn ngành, Đoàn ở ngoài nước (gồm 3 điều, điều 22 - điều 24)
- Chương VII: Tổ chức Đoàn trong Quân đội Nhân dân Việt Nam và Công an Nhân dân Việt Nam (gồm 2 điều, điều 25 - điều 26)
- Chương VIII: Công tác kiểm tra, giám sát và Ủy ban Kiểm tra các cấp (gồm 4 điều, điều 27 - điều 30)
- Chương IX: Khen thưởng và kỷ luật (gồm 5 điều, điều 31 - điều 35)
- Chương X: Đoàn với các tổ chức Hội của thanh niên (gồm 2 điều, điều 36 - điều 37)
- Chương XI: Đoàn phụ trách Đội Thiếu niên Tiền phong Hồ Chí Minh (gồm 2 điều, điều 38 - điều 39)
- Chương XII: Tài chính (gồm 2 điều, điều 40 - điều 41)
- Chương XIII: Chấp hành Điều lệ Đoàn (gồm 1 điều, điều 42)

## Lịch sử

### Hoàn cảnh ra đời
Từ ngày 20 đến ngày 26 tháng 3 năm 1931, tại Hội nghị Ban Chấp hành Trung ương Đảng Cộng sản Đông Dương lần thứ 2, Trung ương Đảng đã dành một phần quan trọng để bàn về công tác thanh niên, đặt ra vấn đề "... tổ chức ra Thanh niên cộng sản đoàn là nhiệm vụ để thâu phục một bộ phận quan trọng của vô sản giai cấp, là một vấn đề cần thiết mà Đảng phải giải quyết", chủ trương thống nhất các tổ chức thanh niên thành Đoàn Thanh niên Cộng sản Đông Dương, nhằm thu hút thanh niên phấn đấu cho lý tưởng cộng sản chủ nghĩa.
Trên cơ sở Nghị quyết Hội nghị Ban chấp hành Trung ương lần thứ 2, một số Ủy viên Trung ương Đảng đã được cử phụ trách các vấn đề liên quan tới thanh niên trong các cấp ủy Đảng từ Trung ương đến địa phương. Cuối tháng 4 năm 1931, từ nước ngoài, ở Trung Kỳ, Xứ ủy Đoàn được thành lập trên cơ sở các Đoàn Ủy ban Cán sự Đoàn các cấp. Ở một số tỉnh đã hình thành cấp Tỉnh ủy Đoàn và Huyện ủy Đoàn, trên cơ sở các chi bộ thanh niên thuộc đảng bộ.
Từ năm 1931 đến năm 1935, Đoàn Thanh niên Cộng sản Đông Dương tiếp tục phát triển ở Cao Bằng, Lạng Sơn, Nam Bộ. Tháng 3 năm 1935, tại Đại hội Đại biểu Đảng Cộng sản Đông Dương lần thứ nhất ở Ma Cao, Trung ương Đảng đã công nhận chính thức Chương trình hành động của Đoàn công bố từ 1933 và đề xuất việc triệu tập Đại hội Đoàn toàn quốc. Nhưng do tình hình thay đổi, đại hội sau đó đã không họp được.

### Thời kỳ từ năm 1936 đến năm 1955
Năm 1936, Mặt trận Dân chủ Đông Dương được thành lập, một tổ chức thanh niên hoạt động công khai trên cơ sở Đoàn Thanh niên Cộng sản Đông Dương, lấy tên là Đoàn Thanh niên Dân chủ Đông Dương. Ngày 5 tháng 5 năm 1938, Đại hội đại biểu toàn quốc của Đoàn thanh niên Dân chủ Đông Dương đã họp công khai ở Hà Nội và bầu ra Ban Chấp hành Trung ương Đoàn.
Năm 1939, khi chính quyền thực dân đàn áp phong trào dân chủ Đông Dương, Đoàn Thanh niên Dân chủ Đông Dương rút vào hoạt động bí mật. Năm 1940, Trung ương Đảng đã thành lập Đoàn Thanh niên phản đế Đông Dương để tổ chức quần chúng thanh niên đấu tranh chống đế quốc. Đoàn Thanh niên phản đế sau đó đã tham gia khởi nghĩa Bắc Sơn và Khởi nghĩa Nam Kỳ.
Trong suốt 20 năm, do điều kiện lịch sử, nhiều tổ chức thanh niên do Đảng Cộng sản Đông Dương thành lập đã cùng hoạt động song song. Ngày 28 tháng 9 năm 1948, Ban Thường vụ Trung ương có Chỉ thị gửi các cấp bộ Đảng "Về việc củng cố Thanh niên Cứu quốc, phát triển Đoàn thanh niên Việt Nam để thống nhất Mặt trận thanh niên". Tháng 6 năm 1949, Hội nghị Thanh vận của Đảng được tổ chức tại Việt Bắc, do ông Hoàng Quốc Việt chủ trì. Tại Hội nghị này, một quyết định thành lập Ban Chấp hành Đoàn Thanh niên Cứu quốc Trung ương được đưa ra, Nguyễn Lam được chỉ định làm Trưởng Tiểu Ban thanh vận Trung ương đồng thời là Bí thư Ban Chấp hành Trung ương Đoàn Thanh niên Cứu quốc Việt Nam.

### Thời kỳ từ năm 1955 đến năm 1976
Sau khi giành được quyền kiểm soát miền Bắc, trong phiên họp vào tháng 9 năm 1955, Bộ Chính trị đã chủ trương đổi tên Đoàn Thanh niên Cứu quốc Việt Nam thành Đoàn Thanh niên Lao động Việt Nam và tên gọi này được chính thức thông qua tại Đại hội toàn quốc lần thứ hai của Đoàn Thanh niên Cứu quốc Việt Nam.
Tại Đại hội toàn quốc lần thứ 3 họp từ ngày 22 đến 25 tháng 3 năm 1961, các đại biểu đã quyết định lấy ngày 26 tháng 3 năm 1931 (ngày cuối của Hội nghị Trung ương Đảng lần thứ 2, dành để bàn bạc và quyết định những vấn đề rất quan trọng đối với công tác thanh niên) làm ngày thành lập Đoàn hàng năm.
Tại miền Nam, một tổ chức bộ phận của Đoàn Thanh niên Lao động Việt Nam hoạt động với tên gọi Đoàn Thanh niên Cách mạng Miền Nam, là một tổ chức thành viên của Mặt trận Dân tộc Giải phóng miền Nam Việt Nam.
Tại miền Bắc, tháng 2 năm 1970, Đoàn Thanh niên Lao động Việt Nam được đổi tên thành Đoàn Thanh niên lao động Hồ Chí Minh để kỷ niệm Chủ tịch Hồ Chí Minh vừa qua đời trước đó 5 tháng. Cùng thời gian này, Đoàn Thanh niên Nhân dân Cách mạng miền Nam cũng đổi tên thành Đoàn Thanh niên Nhân dân Cách mạng Hồ Chí Minh.

### Sau năm 1976
Sau khi Việt Nam thống nhất, tháng 12 năm 1976, Đoàn Thanh niên Nhân dân Cách mạng Hồ Chí Minh và Đoàn Thanh niên Lao động Hồ Chí Minh hợp nhất với tên gọi Đoàn Thanh niên Cộng sản Hồ Chí Minh và giữ tên gọi này từ đó cho đến nay
Năm 2025, do yêu cầu của tinh gọn bộ máy, Đoàn Thanh niên Cộng sản Hồ Chí Minh trở thành đơn vị trực thuộc Mặt trận Tổ quốc Việt Nam.

## Tên gọi
Từ ngày 26 tháng 3 năm 1931, để phù hợp với yêu cầu và nhiệm vụ của từng thời kỳ cách mạng, Đoàn đã đổi tên nhiều lần (tổng 7 lần). Tên gọi của Đoàn qua các thời kỳ như sau:
- Từ ngày 26 tháng 3 năm 1931 đến năm 1937, tên gọi của Đoàn là Đoàn Thanh niên Cộng sản Đông Dương.
- Từ năm 1937 đến năm 1939, tên gọi của Đoàn là Đoàn Thanh niên Dân chủ Đông Dương.
- Từ tháng 11 năm 1939 đến năm 1941, tên gọi của Đoàn là Đoàn Thanh niên Phản đế Đông Dương.
- Từ tháng 5 năm 1941 đến năm 1956, tên gọi của Đoàn là Đoàn Thanh niên Cứu quốc Việt Nam.
- Từ ngày 25 tháng 10 năm 1956 đến năm 1970, tên gọi của Đoàn là Đoàn Thanh niên Lao động Việt Nam.
- Từ tháng 2 năm 1970 đến tháng 11 năm 1976, tên gọi của Đoàn là Đoàn Thanh niên Lao động Hồ Chí Minh.
- Từ tháng 12 năm 1976 đến nay, tên gọi của Đoàn là Đoàn Thanh niên Cộng sản Hồ Chí Minh.

## Tổ chức

### Số lượng
Theo báo cáo của Đại hội Đoàn toàn quốc lần thứ XI (2017) thì Đoàn Thanh niên Cộng sản Hồ Chí Minh hiện có khoảng 6,4 triệu Đoàn viên trên tổng số khoảng 23,6 triệu thanh niên Việt Nam (từ 16 - 35 tuổi). Theo BBC thì tại Thành phố Hồ Chí Minh, thành phố lớn nhất Việt Nam, vào năm 2005 có khoảng 70% thanh niên đang đứng ngoài hàng ngũ Đoàn Thanh niên Cộng sản (khoảng 390.000 Đoàn viên trên tổng số 2,3 triệu người từ độ tuổi 16 đến 30).

### Nguyên tắc tổ chức và hoạt động
Giống như Đảng Cộng sản Việt Nam, Đoàn Thanh niên Cộng sản Hồ Chí Minh tổ chức và hoạt động theo nguyên tắc tập trung dân chủ, thực hiện tập thể lãnh đạo, cá nhân phụ trách. Đây cũng là điểm đặc biệt của Đoàn Thanh niên Cộng sản Hồ Chí Minh so với các tổ chức chính trị - xã hội khác thường tổ chức và hoạt động theo nguyên tắc hiệp thương dân chủ.

### Cơ quan lãnh đạo các cấp
Cơ quan lãnh đạo cao nhất là Đại hội Đại biểu toàn quốc, được triệu tập 5 năm một lần. Cơ quan lãnh đạo của Đoàn ở mỗi cấp là Đại hội Đại biểu hoặc Đại hội Đoàn viên ở cấp đó. Giữa hai kỳ Đại hội cơ quan lãnh đạo là Ban Chấp hành do Đại hội Đoàn cùng cấp bầu ra. Từ cấp Liên chi Đoàn trở lên, giữa 2 kỳ họp Ban Chấp hành, cơ quan lãnh đạo là Ban Thường vụ do Ban chấp hành cùng cấp bầu ra. Riêng ở cấp Trung ương, Ban Chấp hành còn bầu ra Ban Bí thư là cơ quan thường trực của Ban Thường vụ do Bí thư thứ nhất Trung ương Đoàn đứng đầu.

### Sự lãnh đạo của Đảng
Ngoài ra, để khằng định cho sự lãnh đạo tuyệt đối của Đảng đối với công tác Đoàn cũng như tạo điều kiện để các đồng chí cán bộ Trung ương Đoàn là Đảng viên được sinh hoạt Đảng, trong hệ thống tổ chức của Đoàn đã thành lập Đảng bộ Trung ương Đoàn tương đương tổ chức Đảng bộ cấp huyện trực thuộc Đảng bộ Mặt trận Tổ Quốc và các đoàn thể trung ương.

### Hệ thống tổ chức
Chi đoàn là tổ chức tế bào của Đoàn, là hạt nhân nòng cốt đoàn kết, tập hợp thanh thiếu nhi. Tính đến năm 2017, Đoàn Thanh niên Cộng sản Hồ Chí Minh có 267.495 chi đoàn (trong đó: khu vực nông thôn 97.584 chi đoàn; khu vực đô thị 26.475 chi đoàn; khu vực trường học 99.426 chi đoàn; khu vực doanh nghiệp 17.429 chi đoàn; khu vực hành chính sự nghiệp 17.183 chi đoàn; khu vực lực lượng vũ trang 9.382 chi đoàn)
Hệ thống tổ chức của Đoàn được tổ chức từ Trung ương xuống cơ sở gồm có 4 cấp. Tính đến năm 2017, số lượng tổ chức ở mỗi cấp như sau:
- Cấp cơ sở gồm Đoàn cơ sở và Chi đoàn cơ sở (Có hơn 44.454 tổ chức cơ sở Đoàn với 21.720 đơn vị Đoàn cơ sở và 22.734 đơn vị Chi Đoàn cơ sở)
- Cấp Huyện và tương đương (có 1.377 đơn vị Đoàn cấp huyện và tương đương, gồm 705 quận, huyện, thị, thành đoàn và 672 đoàn tương đương cấp huyện)
- Cấp Tỉnh và tương đương (có 67 đơn vị Đoàn cấp tỉnh và tương đương, gồm 63 tỉnh, tỉnh thành Đoàn và 4 Đoàn trực thuộc[7])
- Cấp Trung ương

### Các cơ quan, đơn vị trực thuộc Trung ương Đoàn

#### Các cơ quan chuyên trách Trung ương Đoàn
Các Cơ quan chuyên trách Trung ương Đoàn là đơn vị trực thuộc Cơ quan Ủy ban Trung ương Mặt trận Tổ Quốc Việt Nam, bao gồm:
1. Ban Công tác Đoàn (kiêm Cơ quan thường trực Ủy ban Kiểm tra Trung ương Đoàn), Trưởng Ban: Bùi Minh Tuấn (nguyên Trưởng Ban Tổ chức - Kiểm tra Trung ương Đoàn)
2. Ban Công tác Thanh thiếu nhi (kiêm Cơ quan thường trực Trung ương Hội Liên Hiệp Thanh niên Việt Nam, Trung ương Hội Sinh viên Việt Nam, Hội Đồng Đội Trung ương),Trưởng Ban: Nguyễn Kim Quy  (nguyên Trưởng Ban Mặt trận Thanh niên Trung ương Đoàn)

#### Cácđơn vị sự nghiệptrực thuộc Trung ương Đoàn
1. Trung tâm Hỗ trợ thanh thiếu nhi Việt Nam
2. Trung tâm Phát triển Khoa học công nghệ và tài năng trẻ
3. Trung tâm Thanh thiếu niên miền Nam
4. Học viện Thanh thiếu niên Việt Nam
5. Báo Tiền phong
6. Báo Thanh niên
7. Báo Thiếu niên Tiền phong và Nhi đồng
8. Nhà xuất bản Kim Đồng

#### Các tổ chức Đoàn ở địa phương, đơn vị
Có 34 tỉnh, thành Đoàn và 5 Đoàn trực thuộc Trung ương

##### Tỉnh, thành Đoàn
1. Thành Đoàn Hà Nội, Bí thư: Chu Hồng Minh
2. Thành Đoàn Thành phố Hồ Chí Minh, Bí thư: Ngô Minh Hải
3. Thành Đoàn Cần Thơ, Bí thư: Lư Thị Ngọc Anh
4. Thành Đoàn Hải Phòng, Bí thư (lâm thời): Nguyễn Thị Thuỷ
5. Thành Đoàn Đà Nẵng, Bí thư: Lê Công Hùng
6. Thành Đoàn Huế, Bí thư: Nguyễn Thanh Hoài
7. Tỉnh Đoàn An Giang, Bí thư: Phan Duy Bằng
8. Tỉnh Đoàn Bắc Ninh, Bí thư: Nguyễn Đức Sâm
9. Tỉnh Đoàn Cao Bằng, Bí thư: Triệu Thanh
10. Tỉnh Đoàn Cà Mau, Bí thư: Nguyễn Hoàng Đạo
11. Tỉnh Đoàn Điện Biên, Bí thư: Đặng Thành Huy
12. Tỉnh Đoàn Đắk Lắk, Bí thư: H' Giang Niê
13. Tỉnh Đoàn Đồng Nai, Bí thư: Nguyễn Minh Kiên
14. Tỉnh Đoàn Đồng Tháp, Bí thư: Huỳnh Minh Thức
15. Tỉnh Đoàn Gia Lai, Bí thư: Hà Thị Giang Thảo
16. Tỉnh Đoàn Hà Tĩnh, Bí thư: Nguyễn Ny Hương
17. Tỉnh Đoàn Hưng Yên, Bí thư: Vũ Hồng Luyến
18. Tỉnh Đoàn Khánh Hòa, Bí thư: Trần Anh
19. Tỉnh Đoàn Lai Châu, Bí thư:  Nguyễn Tiến Thịnh
20. Tỉnh Đoàn Lào Cai, Bí thư: Giàng Thị Mai
21. Tỉnh Đoàn Lâm Đồng, Bí thư: Ndu Ha Biên
22. Tỉnh Đoàn Lạng Sơn, Bí thư: Đinh Thị Anh Thư
23. Tỉnh Đoàn Nghệ An, Bí thư: Nguyễn Thị Phương Thuý
24. Tỉnh Đoàn Ninh Bình, Bí thư: Trịnh Như Lâm
25. Tỉnh Đoàn Phú Thọ, Bí thư: Bùi Đức Giang
26. Tỉnh Đoàn Quảng Ngãi, Bí thư: Cao Lê Tùng Nghĩa
27. Tỉnh Đoàn Quảng Ninh, Bí thư: Hoàng Văn Hải
28. Tỉnh Đoàn Quảng Trị, Bí thư: Trần Thị Thu
29. Tỉnh Đoàn Sơn La, Bí thư: Cầm Thị Huyền Trang
30. Tỉnh Đoàn Thanh Hóa, Bí thư: Lê Văn Châu
31. Tỉnh Đoàn Thái Nguyên, Bí thư: Phạm Thị Thu
32. Tỉnh Đoàn Tuyên Quang, Bí thư: Dương Minh Nguyệt
33. Tỉnh Đoàn Tây Ninh, Bí thư: Nguyễn Thanh Tùng
34. Tỉnh Đoàn Vĩnh Long, Bí thư: Nguyễn Huỳnh Thu

##### Đoàn trực thuộc
1. Đoàn Thanh niên Chính phủ, Bí thư: Bùi Hoàng Tùng
2. Đoàn Thanh niên các cơ quan Đảng Trung ương, Bí thư: Trần Thị Ngọc Quỳnh
3. Đoàn Thanh niên Quốc hội, Bí thư: Nguyễn Thị Kim Anh
4. Ban Thanh niên Công an Nhân dân, Trưởng Ban: Đồng Đức Vũ
5. Ban Thanh niên Quân Đội, Trưởng Ban: Nguyễn Quang Huy

## Đoàn viên
Theo điều lệ Đoàn Thanh niên Cộng sản Hồ Chí Minh:
| “ | Đoàn viên Đoàn Thanh niên Cộng sản Hồ Chí Minh là thanh niên Việt Nam tiên tiến, phấn đấu vì mục đích,lý tưởng của Đảng Cộng sản Việt Nam và Chủ tịch Hồ Chí Minh, có tinh thần yêu nước, tự cường dân tộc; có lối sống lành mạnh, cần kiệm, trung thực; tích cực, gương mẫu trong học tập, lao động, hoạt động xã hội và bảo vệ Tổ quốc, gắn bó mật thiết với thanh niên; chấp hành nghiêm chỉnh pháp luật của Nhà nước và Điều lệ Đoàn | ” |

Để trở thành Đoàn viên, thanh niên cần đáp ứng tiêu chuẩn:
| “ | Thanh niên Việt Nam tuổi từ 16 đến 30, tích cực học tập, lao động và bảo vệ Tổ quốc, được tìm hiểu về Đoàn và tán thành Điều lệ Đoàn, tự nguyện hoạt động trong một tổ chức cơ sở của Đoàn, có lý lịch rõ ràng đều được xét kết nạp vào Đoàn | ” |

Nhiệm vụ và quyền hạn của Đoàn viên được quy định tại điều 2 và 3 của Điều lệ như sau:
- Nhiệm vụ của đoàn viên:[8]
  1. Luôn luôn phấn đấu vì lý tưởng của Đảng và Bác Hồ. Tích cực học tập, lao động rèn luyện, tham gia các hoạt động xã hội, xây dựng và bảo vệ Tổ quốc.
  2. Gương mẫu chấp hành và vận động thanh, thiếu niên thực hiện đường lối, chủ trương của Đảng, chính sách và pháp luật của Nhà nước. Tham gia xây dựng, bảo vệ Đảng và chính quyền. Chấp hành Điều lệ Đoàn và các nghị quyết của Đoàn; tích cực tuyên truyền về tổ chức Đoàn trong thanh niên; sinh hoạt đoàn và đóng đoàn phí đúng quy định.
  3. Liên hệ mật thiết với thanh niên, tích cực xây dựng Hội Liên hiệp Thanh niên Việt Nam, Hội Sinh viên Việt Nam, Đội Thiếu niên Tiền phong Hồ Chí Minh; giúp đỡ thanh niên và đội viên trở thành đoàn viên.
- Quyền của đoàn viên:
  1. Yêu cầu tổ chức Đoàn đại diện, bảo vệ quyền lợi hợp pháp của mình, được giúp đỡ và tạo điều kiện để phấn đấu trưởng thành.
  2. Ứng cử, đề cử và bầu cử vào cơ quan lãnh đạo các cấp của Đoàn
  3. Được thông tin, thảo luận, chất vấn, phê bình, biểu quyết, đề nghị và bảo lưu ý kiến của mình về công việc của Đoàn.

## Cơ quan lãnh đạo ở Trung ương

### Đại hội Đoàn toàn quốc
Đại hội Đoàn toàn quốc (tên đầy đủ: Đại hội đại biểu toàn quốc Đoàn Thanh niên Cộng sản Hồ Minh) là cơ quan lãnh đạo cao nhất của Đoàn Thanh niên Cộng sản Hồ Chí Minh, được triệu tập định kỳ 5 năm 1 lần.
Đại hội thảo luận và biểu quyết thông qua các báo cáo của Ban Chấp hành Trung ương Đoàn; quyết định phương hướng nhiệm vụ công tác của Đoàn và phong trào thanh thiếu nhi toàn quốc của nhiệm kỳ; bầu Ban Chấp hành Trung ương Đoàn; thông qua Điều lệ Đoàn
Tính đến năm 2022, Đoàn Thanh niên Cộng sản Hồ Chí Minh đã tổ chức 12 kỳ Đại hội Đoàn toàn quốc.
| Đại hội lần thứ | Thời gian                          | Địa điểm                              | Số đại biểu | Số Ủy viên Ban chấp hành được bầu                 | Nội dung |
| --------------- | ---------------------------------- | ------------------------------------- | ----------- | ------------------------------------------------- | --- |
| I               | 7 tháng 2 - 14 tháng 2 năm 1950    | Xã Cao Vân, huyện Đại Từ, Thái Nguyên | 400         | 5                                                 | - Điểm nhấn: Đại hội Đoàn trong thời kỳ kháng chiến chống Pháp - Lãnh đạo Đảng, Nhà nước chỉ đạo Đại hội: Tổng Bí thư Trường Chinh - Chủ đề Đại hội: "Chiến đấu và xây dựng tương lai" - Bí thư thứ nhất được bầu: Nguyễn Lam |
| II              | 25 tháng 10 - 4 tháng 11 năm 1956  | Hà Nội                                | 479         | 40 (31 Ủy viên chính thức và 9 Ủy viên dự khuyết) | - Điểm nhấn: Đại hội Đoàn của thời kỳ xây dựng Chủ nghĩa xã hội ở miền Bắc, làm cơ sở vững chắc cho sự nghiệp đấu tranh thống nhất nước nhà. Đoàn được chính thức đổi sang tên mới là Đoàn Thanh niên Lao động Việt Nam - Lãnh đạo Đảng, Nhà nước chỉ đạo Đại hội: Chủ tịch kiêm Tổng Bí thư Đảng, Chủ tịch nước Hồ Chí Minh - Bí thư thứ nhất được bầu: Nguyễn Lam |
| III             | 23 tháng 3 - 25 tháng 3 năm 1961   | Hà Nội                                | 677         | 71                                                | - Điểm nhấn: Đại hội Đoàn của thời kỳ xây dựng chủ nghĩa xã hội ở miền Bắc và đấu tranh giải phóng miền Nam - Lãnh đạo Đảng, Nhà nước chỉ đạo Đại hội: Chủ tịch Đảng, Chủ tịch nước Hồ Chí Minh - Chủ đề Đại hội: "Hăng hái tiến lên xây dựng chủ nghĩa xã hội, xây dựng chủ nghĩa cộng sản" - Bí thư thứ nhất được bầu: Nguyễn Lam. Sau khi Nguyễn Lam chuyển công tác (1962), Vũ Quang được bầu. Sau khi Vũ Quang chuyển công tác (1978), Đặng Quốc Bảo được bầu |
| IV              | 20 tháng 11 - 22 tháng 11 năm 1980 | Hà Nội                                | 623         | 113                                               | - Điểm nhấn: Đại hội Đoàn của thời kỳ xây dựng chủ nghĩa xã hội trên phạm vi cả nước - Lãnh đạo Đảng, Nhà nước chỉ đạo Đại hội: Tổng Bí thư Lê Duẩn - Bí thư thứ nhất được bầu: Đặng Quốc Bảo. Sau khi Đặng Quốc Bảo chuyển công tác (1982), Vũ Mão được bầu |
| V               | 27 tháng 11 - 30 tháng 11 năm 1987 | Hà Nội                                | 750         | 150                                               | - Điểm nhấn: Đại hội Đoàn đầu tiên của thời kỳ đổi mới - Lãnh đạo Đảng, Nhà nước chỉ đạo Đại hội: Tổng Bí thư Nguyễn Văn Linh - Bí thư thứ nhất được bầu: Hà Quang Dự |
| VI              | 15 tháng 10 - 18 tháng 10 năm 1992 | Hà Nội                                | 797         | 91                                                | - Điểm nhấn: Đẩy mạnh hưởng ứng công cuộc đổi mới. Tổ chức hai phong trào hành động cách mạng "Thanh niên lập nghiệp" và "Tuổi trẻ giữ nước" - Khẩu hiệu hành động: "Đoàn kết, sáng tạo vì sự nghiệp dân giàu nước mạnh, vì hạnh phúc của tuổi trẻ và nhân dân" - Lãnh đạo Đảng, Nhà nước chỉ đạo Đại hội: Tổng Bí thư Đỗ Mười - Bí thư thứ nhất được bầu: Hồ Đức Việt. Sau khi Hồ Đức Việt chuyển công tác (1996), Vũ Trọng Kim được bầu |
| VII             | 26 tháng 11 - 29 tháng 11 năm 1997 | Hà Nội                                | 899         | 125                                               | - Điểm nhấn: Tiếp tục phát triển và nâng hai phong trào "Thanh niên lập nghiệp" và "Tuổi trẻ giữ nước" lên một tầm cao mới - Khẩu hiệu hành động: "Thanh niên Việt Nam xung kích, sáng tạo vì sự nghiệp công nghiệp hóa, hiện đại hóa đất nước; vì tương lai tươi sáng của tuổi trẻ" - Lãnh đạo Đảng, Nhà nước chỉ đạo Đại hội: Tổng Bí thư Đỗ Mười - Bí thư thứ nhất được bầu: Vũ Trọng Kim. Sau khi Vũ Trọng Kim chuyển công tác, Hoàng Bình Quân được bầu. |
| VIII            | 8 tháng 12 - 11 tháng 12 năm 2002  | Hà Nội                                | 898         | 134                                               | - Điểm nhấn: Đại hội Đoàn đầu tiên của thế kỷ XXI, đẩy mạnh công nghiệp hóa, hiện đại hóa đất nước - Khẩu hiệu hành động: "Tuổi trẻ Việt Nam thi đua học tập, rèn luyện, lao động sáng tạo, xung kích, tình nguyện xây dựng và bảo vệ Tổ quốc" - Lãnh đạo Đảng, Nhà nước chỉ đạo Đại hội: Tổng Bí thư Nông Đức Mạnh - Bí thư thứ nhất được bầu: Hoàng Bình Quân. Sau khi Hoàng Bình Quân chuyển công tác, Đào Ngọc Dung được bầu. Sau khi Đào Ngọc Dung chuyển công tác, Võ Văn Thưởng được bầu. |
| IX              | 17 tháng 12 - 21 tháng 12 năm 2007 | Hà Nội                                | 1033        | 145                                               | - Điểm nhấn: Lần đầu tiên xác định đồng hành, chăm lo, bồi dưỡng thanh niên là một trong những nội dung quan trọng của công tác Đoàn; Triển khai phong trào "5 xung kích" và "4 đồng hành" - Chủ đề Đại hội: "Nâng cao chất lượng tổ chức Đoàn; tăng cường bồi dưỡng lý tưởng cách mạng; đồng hành với thanh niên lập thân, lập nghiệp; xung kích phát triển kinh tế - xã hội và bảo vệ tổ quốc" - Khẩu hiệu hành động: "Tuổi trẻ Việt Nam xây hoài bão lớn, đoàn kết, xung kích, sáng tạo, tình nguyện xây dựng và bảo vệ Tổ quốc" - Lãnh đạo Đảng, Nhà nước chỉ đạo Đại hội: Tổng Bí thư Nông Đức Mạnh - Bí thư thứ nhất được bầu: Võ Văn Thưởng. Sau khi Võ Văn Thưởng chuyển công tác (2011), Nguyễn Đắc Vinh được bầu. |
| X               | 11 tháng 12 - 14 tháng 12 năm 2012 | Hà Nội                                | 997         | 151                                               | - Điểm nhấn: Sửa đổi và phát triển 02 phong trào "5 xung kích" và "4 đồng hành" - Chủ đề Đại hội: "Xây dựng tổ chức Đoàn vững mạnh; tăng cường bồi dưỡng lý tưởng cách mạng, giáo dục đạo đức lối sống; cổ vũ thanh niên thi đua học tập, rèn luyện, lao động sáng tạo, xung kích tình nguyện xây dựng và bảo vệ Tổ quốc" - Khẩu hiệu hành động: "Tuổi trẻ Việt Nam xây hoài bão lớn, rèn đức, luyện tài, đoàn kết, sáng tạo, xung kích xây dựng và bảo vệ Tổ quốc" - Ca khúc chính thức: Hát vang lý tưởng tuổi trẻ Việt Nam (nhạc và lời: An Thuyên) - Lãnh đạo Đảng, Nhà nước chỉ đạo Đại hội: Tổng Bí thư Nguyễn Phú Trọng - Bí thư thứ nhất được bầu: Nguyễn Đắc Vinh. Sau khi Nguyễn Đắc Vinh chuyển công tác (4/2016), Lê Quốc Phong được bầu. |
| XI              | 10 tháng 12 - 13 tháng 12 năm 2017 | Hà Nội                                | 999         | 151                                               | - Điểm nhấn: Lần đầu triển khai 3 phong trào hành động cách mạng và 3 chương trình đồng hành với thanh niên - Chủ đề Đại hội: "Tăng cường giáo dục lý tưởng cách mạng; xây dựng Đoàn vững mạnh; Đoàn kết, phát huy thanh niên xung kích, tình nguyện, sáng tạo xây dựng và bảo vệ Tổ quốc Việt Nam xã hội chủ nghĩa" - Khẩu hiệu hành động: "Tuổi trẻ Việt Nam tiên phong, bản lĩnh, đoàn kết, sáng tạo, phát triển" - Ca khúc chính thức: Thanh niên Việt Nam tiến bước (nhạc và lời: Nguyễn Văn Luân) - Lãnh đạo Đảng, Nhà nước chỉ đạo Đại hội: Tổng Bí thư Nguyễn Phú Trọng - Bí thư thứ nhất được bầu: Lê Quốc Phong. Sau khi Lê Quốc Phong chuyển công tác (10/2020), Nguyễn Anh Tuấn được bầu. Sau khi Nguyễn Anh Tuấn chuyển công tác (7/2022), Bùi Quang Huy được bầu. |
| XII             | 14 tháng 12 -16 tháng 12 năm 2022  | Hà Nội                                | 981         | 144                                               | - Điểm nhấn: Tiếp tục triển khai 3 phong trào hành động cách mạng và 3 chương trình đồng hành với thanh niên có sửa đổi, bổ sung các nội hàm mới. Đề cao khát vọng phát triển đất nước hùng cường, phồn vinh, hạnh phúc của thanh niên Việt Nam theo định hướng của Nghị quyết Đại hội Đảng toàn quốc lần thứ XIII. - Chủ đề Đại hội: "Bồi đắp lý tưởng cách mạng, giáo dục đạo đức, lối sống văn hóa cho thanh thiếu nhi; xây dựng Đoàn vững mạnh; đoàn kết, phát huy tinh thần xung kích, tình nguyện, sáng tạo, trách nhiệm của thanh niên, góp phần hiện thực hóa khát vọng phát triển đất nước phồn vinh, hạnh phúc" - Khẩu hiệu hành động: "Tuổi trẻ Việt Nam - Khát vọng, tiên phong, đoàn kết, bản lĩnh, sáng tạo" - Ca khúc chính thức: Sứ mệnh thanh niên (lời: Quản Văn Hải, nhạc: Quang Huy) - Lãnh đạo Đảng, Nhà nước chỉ đạo Đại hội: Tổng Bí thư Nguyễn Phú Trọng - Bí thư thứ nhất được bầu: Bùi Quang Huy |

### Ban Chấp hành Trung ương Đoàn
Ban Chấp hành Trung ương Đoàn là cơ quan lãnh đạo cao nhất của Đoàn Thanh niên Cộng sản Hồ Chí Minh giữa hai kỳ Đại hội đại biểu toàn quốc. Ban Chấp hành Trung ương Đoàn có nhiệm kỳ 5 năm và do Đại hội Đại biểu toàn quốc Đoàn Thanh niên Cộng sản Hồ Chí Minh bầu.
Ban Chấp hành Trung ương Đoàn hiện tại là khóa XII có nhiệm kỳ từ 2022-2027, có 144 Ủy viên Ban Chấp hành Trung ương Đoàn.

### Ban Thường vụ Trung ương Đoàn
Ban Thường vụ Trung ương Đoàn do Ban Chấp hành Trung ương Đoàn bầu trong số viên Trung ương Đoàn, là cơ quan lãnh đạo của Trung ương Đoàn giữa hai kỳ họp Ban Chấp hành.
Ủy viên Ban Thường vụ Trung ương Đoàn được cơ cấu bao gồm là các Bí thư Trung ương Đoàn, một số Trưởng Ban, Văn phòng thuộc cơ quan Trung ương Đoàn, Bí thư các Đoàn trực thuộc và các Bí thư tỉnh, thành Đoàn quan trọng (gồm Thành Đoàn Hà Nội, Thành Đoàn Thành phố Hồ Chí Minh và một số tỉnh, thành Đoàn là  Trưởng các cụm thi đua).
Ban Thường vụ Trung ương Đoàn hiện tại có 33 ủy viên.

### Ban Bí thư Trung ương Đoàn
Ban Bí thư Trung ương Đoàn do Ban Chấp hành Trung ương Đoàn bầu trong số Ủy viên Ban Thường vụ Trung ương Đoàn, là cơ quan thường trực của Ban Thường vụ gồm Bí thư thứ nhất và các Bí thư, thay mặt Ban Thường vụ tổ chức, chỉ đạo, hướng dẫn và kiểm tra việc thực hiện các nghị quyết của Đoàn; chuẩn bị các vấn đề trình Ban Thường vụ xem xét, quyết định các chủ trương công tác Đoàn, phong trào thanh thiếu nhi và giải quyết các công việc hằng ngày của Đoàn
Cơ cấu Ban Bí thư Trung ương Đoàn trong nhiệm kỳ 2017 - 2022 có 7 thành viên, gồm:
- Bí thư thứ nhất Trung ương Đoàn
- Bí thư thường trực Trung ương Đoàn
- Bí thư Trung ương Đoàn phụ trách công tác xây dựng Đoàn, công tác kiểm tra giám sát của Đoàn (kiêm nhiệm Chủ nhiệm Ủy ban Kiểm tra Trung ương Đoàn)
- Bí thư Trung ương Đoàn phụ trách công tác tuyên giáo
- Bí thư Trung ương Đoàn phụ trách phong trào và công tác đoàn kết, tập hợp thanh niên (kiêm nhiệm Chủ tịch Ủy ban Trung ương Hội Liên hiệp Thanh niên Việt Nam)
- Bí thư Trung ương Đoàn phụ trách công tác học sinh, sinh viên (kiêm nhiệm Chủ tịch Ban Chấp hành Trung ương Hội Sinh viên Việt Nam)
- Bí thư Trung ương Đoàn phụ trách công tác thiếu nhi (kiêm nhiệm Chủ tịch Hội đồng Trung ương Đội Thiếu niên Tiền phong Hồ Chí Minh)

Tùy từng thời điểm trong nhiệm kỳ, một trong các Bí thư Trung ương Đoàn sẽ được phân công làm Phó Chủ nhiệm Thường trực Ủy ban Quốc gia về Thanh niên Việt Nam.
Trong trường hợp khuyết chức danh Bí thư Trung ương Đoàn, Ban Bí thư Trung ương Đoàn sẽ phân công một trong các Bí thư còn lại phụ trách nhiệm vụ của chức danh bị khuyết cho đến khi kiện toàn được Bí thư mới.
| Ban Bí thư Trung ương Đoàn khóa XII (2022 - 2027) | Ban Bí thư Trung ương Đoàn khóa XII (2022 - 2027) | Ban Bí thư Trung ương Đoàn khóa XII (2022 - 2027) | Ban Bí thư Trung ương Đoàn khóa XII (2022 - 2027) | Ban Bí thư Trung ương Đoàn khóa XII (2022 - 2027)                          | Ban Bí thư Trung ương Đoàn khóa XII (2022 - 2027) |
| TT                                                | Họ và tên                                         | Ngày sinh                                         | Quê quán                                          | Trình độ                                                                   | Chức vụ hiện nay |
| Bí thư thứ nhất Trung ương Đoàn                   | Bí thư thứ nhất Trung ương Đoàn                   | Bí thư thứ nhất Trung ương Đoàn                   | Bí thư thứ nhất Trung ương Đoàn                   | Bí thư thứ nhất Trung ương Đoàn                                            | Bí thư thứ nhất Trung ương Đoàn |
| ------------------------------------------------- | ------------------------------------------------- | ------------------------------------------------- | ------------------------------------------------- | -------------------------------------------------------------------------- | --- |
| 1                                                 | Bùi Quang Huy                                     | 25 tháng 3, 1977                                  | Nghệ An                                           | Thạc sĩ Luật; Cử nhân Luật                                                 | - Ủy viên dự khuyết Ban Chấp hành Trung ương Đảng Cộng sản Việt Nam khoá XIII - Bí thư thứ nhất Trung ương Đoàn Thanh niên Cộng sản Hồ Chí Minh - Bí thư Đảng ủy Trung ương Đoàn - Phó Chủ tịch Ủy ban Trung ương Mặt trận Tổ quốc Việt Nam - Chủ nhiệm Ủy ban Quốc gia về Thanh niên Việt Nam |
| Bí thư Trung ương Đoàn                            |                                                   |                                                   |                                                   |                                                                            | |
| 2                                                 | Nguyễn Minh Triết                                 | 22 tháng 10, 1988                                 | Kiên Giang                                        | Tiến sĩ Cơ kỹ thuật; Thạc sĩ Động cơ Hàng không; Kỹ sư Động cơ hàng không  | - Bí thư Trung ương Đoàn phụ trách công tác tổ chức xây dựng Đoàn, kiểm tra giám sát của Đoàn và công tác học sinh, sinh viên - Phó Bí thư thường trực Đảng ủy Trung ương Đoàn - Chủ nhiệm Ủy ban Kiểm tra Trung ương Đoàn - Chủ tịch Ban Chấp hành Trung ương Hội Sinh viên Việt Nam khóa X   |
| 3                                                 | Nguyễn Tường Lâm                                  | 3 tháng 1, 1984                                   | Ninh Bình                                         | Tiến sĩ Xây dựng; Thạc sĩ Xây dựng; Kỹ sư Xây dựng dân dụng và công nghiệp | - Bí thư Trung ương Đoàn phụ trách phong trào và công tác đoàn kết tập hợp thanh niên - Ủy viên Ban Thường vụ Đảng ủy Trung ương Đoàn - Phó Chủ nhiệm Thường trực Ủy ban Quốc gia về Thanh niên Việt Nam - Chủ tịch Ủy ban Trung ương Hội Liên hiệp Thanh niên Việt Nam khóa IX                |
| 4                                                 | Nguyễn Phạm Duy Trang                             | 26 tháng 1, 1982                                  | Bình Dương                                        | Thạc sĩ Luật; Cử nhân Luật                                                 | - Bí thư Trung ương Đoàn phụ trách công tác tuyên giáo và công tác thiếu nhi - Ủy viên Ban Thường vụ Đảng ủy Trung ương Đoàn - Chủ tịch Hội đồng Trung ương Đội Thiếu niên Tiền phong Hồ Chí Minh khóa VIII                                                                                    |

## Lãnh đạo qua các thời kỳ
| TT | Họ tên                          | Năm sinh - Năm mất              | Khóa                            | Các chức vụ từng nắm giữ | Ghi chú                         |
|    | Bí thư thứ nhất Trung ương Đoàn | Bí thư thứ nhất Trung ương Đoàn | Bí thư thứ nhất Trung ương Đoàn | Bí thư thứ nhất Trung ương Đoàn | Bí thư thứ nhất Trung ương Đoàn |
| -- | ------------------------------- | ------------------------------- | ------------------------------- | --- | ------------------------------- |
| 1  | Nguyễn Lam                      | 1922-1990                       | 1,2,3                           | Bí thư thứ nhất Trung ương Đoàn khóa I, II, III và giữ chức vụ này liên tục 12 năm (1950 - 1962). Sau khi thôi chức Bí thư thứ nhất Trung ương Đoàn, ông tham gia nhiều công tác trong bộ máy Chính phủ và Đảng: Bí thư Thành ủy Hà Nội, Bộ trưởng - Phó Chủ nhiệm Ủy ban Kế hoạch Nhà nước (1969 - 1973), Chủ nhiệm Ủy ban Kế hoạch Nhà nước (1973 - 1974 và 1981 - 1982), Trưởng ban Công nghiệp Trung ương, Phó Thủ tướng (1980 - 1982), Bí thư Trung ương Đảng khóa IV, khóa V, Trưởng ban Kinh tế Trung ương. | Hiện đã mất                     |
| 2  | Vũ Quang                        | 1926-2006                       | 2,3                             | Bí thư thứ nhất Trung ương Đoàn khóa III và giữ chức vụ này liên tục 16 năm (1962 - 1978). Sau khi thôi chức Bí thư thứ nhất Trung ương Đoàn, ông tham gia nhiều công tác ở các Ban của Trung ương Đảng và Quốc hội: Trưởng ban Dân vận Trung ương Đảng, Trưởng ban Đối ngoại Trung ương Đảng, Ủy viên Hội đồng nhà nước, Chủ nhiệm Ủy ban Đối ngoại của Quốc hội, Ủy viên Đoàn Chủ tịch Ủy ban Trung ương Mặt trận Tổ quốc Việt Nam, Phó Trưởng ban Công nghiệp Trung ương Đảng, Phó Trưởng ban Kinh tế Trung ương Đảng, Trưởng ban Tôn giáo Chính phủ.                                                                                        | Hiện đã mất                     |
| 3  | Đặng Quốc Bảo                   | 1927-2024                       | 3, 4                            | Bí thư thứ nhất Trung ương Đoàn khóa III, IV. Sau rời cương vị Bí thư thứ nhất Trung ương Đoàn, chuyển công tác, làm Phó Giáo sư, Thiếu tướng, Hiệu trưởng Trường Đại học Kỹ thuật Quân sự, Thứ trưởng Bộ Giáo dục, Ủy viên Trung ương Đảng khóa IV, Trưởng ban Khoa giáo Trung ương cho đến khi nghỉ hưu. | Hiện đã mất                     |
| 4  | Vũ Mão                          | 1939 - 2020                     | 4                               | Bí thư thứ nhất Trung ương Đoàn khóa IV. Sau khi thôi chức Bí thư thứ nhất, ông tham gia nhiều công tác ở các Ban của Trung ương Đảng, sau đó là ở các Ủy ban của Quốc hội như Chủ nhiệm Văn phòng Quốc hội. Chức vụ cao cấp cuối cùng mà ông đảm nhận là Chủ nhiệm Ủy ban Đối ngoại của Quốc hội. | Hiện đã mất                     |
| 5  | Hà Quang Dự                     | 1945-                           | 4,5                             | Bí thư thứ nhất Trung ương Đoàn khóa V. Người dân tộc Tày. Sau khi rời công tác Đoàn, ông làm Bộ trưởng phụ trách công tác thanh niên và thể dục thể thao của Chính phủ, Chủ nhiệm Ủy ban Thể dục Thể thao rồi nghỉ hưu. |                                 |
| 6  | Hồ Đức Việt                     | 1947-2013                       | 5,6                             | Bí thư thứ nhất Trung ương Đoàn khóa VI. Từng là Ủy viên Bộ Chính trị, Bí thư Trung ương Đảng, Trưởng Ban Tổ chức Trung ương Đảng Cộng sản Việt Nam khóa X. Ở Ban Chấp hành Trung ương Đảng Cộng sản Việt Nam IX, ông là Ủy viên Trung ương, Ủy viên Ủy ban Thường vụ Quốc hội, Chủ nhiệm Ủy ban Khoa học – Công nghệ và Môi trường của Quốc hội. Trước đó, sau khi rời cương vị Bí thư thứ nhất Trung ương Đoàn, ông Việt được điều động làm Bí thư Tỉnh ủy Quảng Ninh, Phó ban thường trực Ban Tổ chức TW một thời gian ngắn, rồi sau đó là Bí thư Tỉnh ủy Thái Nguyên trước khi quay trở lại Hà Nội nhận nhiệm vụ tại Quốc hội. Hiện đã mất. | Hiện đã mất                     |
| 7  | Vũ Trọng Kim                    | 1953 -                          | 6,7                             | Bí thư thứ nhất Trung ương Đoàn khóa VI, VII. Sau khi rời ghế Bí thư thứ nhất Trung ương Đoàn, ông được điều động về tỉnh Quảng Trị làm Bí thư Tỉnh ủy. Còn cách Đại hội Đảng Cộng sản Việt Nam X một thời gian ngắn, ông về Hà Nội nhậm chức Phó Trưởng ban Thường trực Ban Dân vận Trung ương, kiêm nhiệm Bí thư Đảng uỷ khối cơ quan Dân vận Trung ương, sau đó là Phó Chủ tịch kiêm Tổng thư ký Ủy ban Trung ương Mặt trận Tổ quốc Việt Nam. Hiện nay ông đang là Ủy viên Đoàn Chủ tịch Ủy ban Trung ương Mặt trận Tổ quốc Việt Nam, Chủ tịch Trung ương Hội Cựu Thanh niên xung phong Việt Nam, Ủy viên Ủy ban Tư pháp của Quốc hội.       |                                 |
| 8  | Hoàng Bình Quân                 | 1959 -                          | 6,7,8                           | Bí thư thứ nhất Trung ương Đoàn khóa VII, VIII. Sau khi rời cương vị Bí thứ thứ nhất Trung ương Đoàn, ông đảm nhiệm các chức vụ Bí thư Tỉnh ủy Tuyên Quang, Trưởng ban Đối ngoại Trung ương Đảng Cộng sản Việt Nam đến năm 2021 rồi nghỉ hưu. Ông là Bí thư thứ nhất Trung ương Đoàn duy nhất trong lịch sử từng đảm nhiệm đầy đủ các chức vụ cao nhất của tổ chức Đoàn - Hội - Đội ở Việt Nam. Ông được bầu làm Chủ tịch danh dự của Hội Doanh nhân trẻ Việt Nam. |                                 |
| 9  | Đào Ngọc Dung                   | 1962-                           | 7, 8                            | Bí thư thứ nhất Trung ương Đoàn khóa VIII. Ủy viên Trung ương Đảng khóa X, XI, XII, XIII. Trước đó, ông từng đảm nhiệm chức vụ Bí thư thường trực Trung ương Đoàn, Chủ tịch Hội đồng Đội Trung ương trong suốt một thời gian dài. Sau khi rời chức vụ Bí thứ thứ nhất Trung ương Đoàn, ông lần lượt đảm nhận các chức vụ Bí thư Ban cán sự Đảng ngoài nước, Phó Trưởng Ban Thường trực Ban Chỉ đạo Tây Bắc, Phó Bí thư Thường trực, Bí thư Tỉnh ủy Yên Bái, Bí thư Đảng ủy Khối Cơ quan Trung ương, Bộ trưởng Bộ Lao động - Thương binh và Xã hội. Hiện là Ủy viên Trung ương Đảng, Bộ trưởng Bộ Dân tộc và Tôn giáo                            |                                 |
| 10 | Võ Văn Thưởng                   | 1970-                           | 8, 9                            | Bí thư thứ nhất Trung ương Đoàn khóa VIII, IX, Ủy viên Trung ương Đảng khóa X (dự khuyết), XI, XII, XIII, Ủy viên Bộ Chính trị khóa XII, XIII; nguyên Bí thư Tỉnh ủy Quảng Ngãi, nguyên Phó Bí thư thường trực Thành ủy TP. Hồ Chí Minh, nguyên Trưởng Ban Tuyên giáo Trung ương, nguyên Thường trực Ban Bí thư, nguyên Chủ tịch nước Cộng hòa xã hội chủ nghĩa Việt Nam. Thôi giữ các chức vụ Ủy viên Trung ương Đảng, Ủy viên Bộ Chính trị, Chủ tịch nước từ ngày 20/3/2024. Bị cách tất cả các chức vụ trong Đảng từ ngày 19/7/2025 |                                 |
| 11 | Nguyễn Đắc Vinh                 | 1972-                           | 9,10                            | Bí thư thứ nhất Trung ương Đoàn khóa IX, X, nguyên Bí thư Tỉnh ủy Nghệ An, nguyên Phó Chánh Văn phòng Trung ương Đảng, hiện là Ủy viên Trung ương Đảng, Chủ nhiệm Ủy ban Văn hóa, Giáo dục Quốc hội |                                 |
| 12 | Lê Quốc Phong                   | 1978-                           | 10,11                           | Bí thư thứ nhất Trung ương Đoàn khóa X, XI; hiện là Ủy viên Trung ương Đảng, Bí thư Tỉnh ủy Đồng Tháp. |                                 |
| 13 | Nguyễn Anh Tuấn                 | 1979-                           | 10,11                           | Bí thư thứ nhất Trung ương Đoàn khóa XI. Nguyên Bí thư Tỉnh ủy Bắc Ninh. hiện là Ủy viên Trung ương Đảng, Phó Trưởng Ban Chính sách, Chiến lược Trung ương. |                                 |
|    | Bí thư Trung ương Đoàn          |                                 |                                 | |                                 |
| 1  | Hồ Trúc                         |                                 | 1, 2, 3                         | Bí thư Quận ủy quận V Hà Nội năm 1947, nguyên Tổng thư ký Hội Liên hiệp Thanh niên Việt Nam, nguyên Thứ trưởng Bộ Giáo dục, Phó trưởng ban Khoa giáo TW, Hội trưởng Hội Cờ Việt Nam, Phó Chủ tịch Ủy ban Quốc gia UNESCO Việt Nam |                                 |
| 2  | Lê Xuân Đồng                    | -2016                           | 2, 3                            | Ủy viên Ban thường vụ TW Đoàn khóa II, nguyên Phó trưởng ban Tuyên huấn TW, Phó trưởng ban Thường trực Ban Tư tưởng Văn hóa Trung ương |                                 |
| 3  | Hoàng Minh Chính                | 1920-2008                       | 2                               | Tổng Đoàn trưởng Đoàn Thanh niên Việt Nam, Tổng Thư ký Hội Liên hiệp Thanh niên Việt Nam, Tổng thư ký Đảng Dân chủ Việt Nam, Viện trưởng Viện Triết học Mác-Lênin |                                 |
| 4  | Lê Bình                         |                                 | 3                               | |                                 |
| 5  | Lê Đức Chỉnh                    | 1918-2011                       | 3                               | Bí thư tỉnh ủy Thái Nguyên, Phó bí thư tỉnh ủy Hà Tĩnh, Khu ủy viên Khu tự trị Tây Bắc, Tổng cục trưởng Tổng cục thể dục thể thao, Chủ tịch Ủy ban Olympic Việt Nam | tên thật Hoàng Ngọc Chương      |
| 6  | Lưu Minh Châu                   |                                 | 3                               | Nguyên Bí thư Thành Đoàn Hà Nội |                                 |
| 7  | Nguyễn Văn Đệ                   | 1927-                           | 3                               | Phó Bí thư thành đoàn Hà Nội, Trưởng ban chỉ đạo Thanh niên xung phong trung ương (chống Mỹ cứu nước), Bí thư đoàn Thanh niên giao thông trung ương, đại biểu quốc hội Việt Nam khóa IV giữ chức vụ Phó chủ nhiệm Ủy ban ngân sách quốc hội, Trưởng đoàn chuyên gia thanh niên Việt Nam tại Campuchia, Vụ trưởng, Kiểm sát viên cao cấp của Viện Kiểm sát nhân dân tối cao, Bí thư Ban Chấp hành Đảng bộ khối các cơ quan công nghiệp trung ương. |                                 |
| 8  | Nguyễn Tiên Phong               |                                 | 3, 4                            | Phó Ban dân vận Trung ương Đảng | còn gọi là Lê Đỗ An             |
| 9  | Tạ Quang Chiến                  | 1925-2022                       | 3                               | Tổng cục trưởng Tổng cục Thể dục Thể thao, Chủ tịch Ủy ban Olympic Việt Nam, Đại biểu Quốc hội, Phó Chủ nhiệm Ủy ban Y tế Xã hội của Quốc hội khóa VII |                                 |
| 10 | Phan Minh Tánh                  | 1929-                           | 3                               | Bí thư Đoàn Thanh niên Cách mạng miền nam, Ủy viên Ủy ban quân quản TP HCM, Thành ủy viên Giám đốc Sở Nông nghiệp TP HCM, Ủy viên Thường vụ Thành ủy TP HCM, Phó chủ tịch UBND TP HCM, Phó bí thư thành ủy TP HCM, Ủy viên TƯ Đảng khóa VII, Trưởng ban dân vận TW, Ủy viên Ủy ban thường vụ Quốc hội |                                 |
| 11 | Nguyễn Thị Ngọc Khanh           |                                 | 3                               | |                                 |
| 12 | Trần Lê Dũng                    |                                 | 3                               | | còn gọi là Trần Mậu Minh        |
| 13 | Nguyễn Đức Toàn                 |                                 | 3                               | |                                 |
| 14 | Lương Văn Nghĩa                 |                                 | 3                               | Anh hùng Lao động, Ủy viên dự khuyết TW Đảng khóa IV, Thứ trưởng Bộ Nông nghiệp |                                 |
| 15 | Nguyễn Thị Hằng                 | 1944-                           | 3, 4                            | Ủy viên Ủy ban đối ngoại của Quốc hội, Thứ trưởng và Bộ trưởng Bộ Lao động Thương binh xã hội, Ủy viên TW Đảng, hiện là Chủ tịch Hội Dạy nghề Việt Nam |                                 |
| 16 | Lê Thanh Đạo                    | 1944-                           | 3, 4                            | Chủ tịch Hội đồng Đội TW khóa 1. Trung tá Không quân, Anh hùng lực lượng vũ trang năm 29 tuổi, Ủy viên Ủy ban thường vụ Quốc hội khóa V, Ủy viên Hội đồng Nhà nước, Chủ nhiệm Ủy ban thanh thiếu niên và nhi đồng của Quốc hội, Ủy viên TW Đảng khóa VII, Viện trưởng Viện Kiểm sát nhân dân tối cao, Phó Ban dân vận TW. |                                 |
| 17 | Phạm Công Khanh                 | 1937-                           | 3, 4                            | Ủy viên Ủy ban Dự thảo Hiến pháp, Ủy viên Ủy ban Dự án pháp luật của Quốc hội, Phó chủ nhiệm Ủy ban Văn hóa và giáo dục của Quốc hội |                                 |
| 18 | Lê Quang Vịnh                   | 1936-                           | 4                               | Chủ tịch Hội Liên hiệp Thanh niên Việt Nam, Bí thư quận ủy Côn Đảo, nguyên Trưởng ban Tôn giáo Chính phủ |                                 |
| 19 | Phan Văn Chương                 |                                 | 4                               | Phó ban đối ngoại TW, Chủ tịch Ủy ban Việt Nam Đoàn kết và hợp tác Á - Phi - Mỹ La Tinh |                                 |
| 20 | Hồ Anh Dũng                     | 1941-                           | 4                               | Ủy viên Ủy ban Đối ngoại của Quốc hội, nguyên Viện trưởng Viện Nghiên cứu thanh niên, nguyên Ủy viên TW Đảng, Tổng Giám đốc Đài truyền hình Việt Nam, Ủy viên Đảng đoàn Liên hiệp các tổ chức hữu nghị Việt Nam, hiện là Phó chủ tịch Hội hữu nghị Việt Nga, Chủ tịch Ủy ban Việt Nam đoàn kết với nhân dân Palextin |                                 |
| 21 | Vũ Quốc Hùng                    | 1940-2022                       | 4                               | Chủ tịch Hội Sinh viên, Phó chủ tịch Hội Liên hiệp Thanh niên Việt Nam, Ủy viên TW Đảng khóa VII, khóa VIII, khóa IX, nguyên Phó Chủ nhiệm Ủy ban Kiểm tra TW |                                 |
| 22 | Trần Phương Thạc                | 1939-2000                       | 4                               | Bí thư tỉnh đoàn Quảng Trị, Chủ tịch Ủy ban Cách mạng lâm thời Thị xã Đông Hà năm 1973, nguyên Phó trưởng Ban cán sự Đảng ngoài nước |                                 |
| 23 | Lương Công Đoan                 | 1945-                           | 4                               | Thư ký Liên hiệp Công đoàn tỉnh Phú Yên, Bí thư Tỉnh ủy Phú Yên |                                 |
| 24 | Lưu Minh Trị                    | 1942                            | 4                               | Bí thư Thành đoàn Hà Nội, Ủy viên Thường vụ Thành ủy Hà Nội, Phó chủ tịch UBND TP Hà Nội hiện là Chủ tịch Hội Di sản văn hóa Thăng Long - Hà Nội |                                 |
| 25 | Phạm Chánh Trực                 | 1939                            | 4                               | Bí thư Thành đoàn TP HCM, Phó chủ tịch UBND TP Hồ Chí Minh, Phó Bí thư thường trực Thành ủy Thành phố Hồ Chí Minh, Phó ban Kinh tế TW, Trưởng ban quản lý Khu công nghệ cao TP HCM, hiện là Chủ tịch HĐQT Công ty CP Chíp Sáng |                                 |
| 26 | Phan Thế Hùng                   | 1942                            | 4                               | Ủy viên TW Đảng, Bí thư tỉnh ủy Vĩnh Phúc, Phó ban Nội chính TW |                                 |
| 27 | Nguyễn Minh Triết               | 1942                            | 4                               | Nguyên là Phó Chủ tịch kiêm Tổng thư ký Hội Liên hiệp Thanh niên Việt Nam. Nguyên là Ủy viên Bộ Chính trị, Bí thư Tỉnh ủy Sông Bé, Trưởng Ban Dân vận Trung ương, Bí thư Thành ủy Thành phố Hồ Chí Minh, Chủ tịch nước Cộng hòa Xã hội chủ nghĩa Việt Nam |                                 |
| 28 | Huỳnh Đảm                       | 1948                            | 4                               | Nguyên Ủy viên Trung ương Đảng khóa IX, khóa X. Nguyên là Phó Bí thư tỉnh Đoàn Cà Mau; Phó Chủ tịch kiêm Tổng thư ký Hội Liên hiệp Thanh niên Việt Nam; Phó Bí thư Thành ủy Thành phố Hồ Chí Minh; Chủ tịch HĐND Thành phố Hồ Chí Minh; Phó Chủ tịch kiêm Tổng thư ký, Chủ tịch Ủy ban Trung ương Mặt trận Tổ quốc Việt Nam. |                                 |
| 29 | Nguyễn Thước                    | 1953                            | 5                               | Nguyên là Ủy viên Ban Thường vụ Đảng ủy, Chủ nhiệm Chính trị Quân chủng Phòng không - Không quân. Hiện đã nghỉ hưu. |                                 |
| 30 | Vũ Xuân Hồng                    | 1950                            | 5                               | Nguyên là Phó Chủ tịch kiêm Tổng thư ký Liên hiệp các tổ chức hữu nghị Việt Nam; Tổng thư ký Hội Việt - Mỹ; Chủ tịch Liên hiệp các tổ chức hữu nghị Việt Nam. Hiện đã nghỉ hưu |                                 |
| 31 | Phạm Phương Thảo                | 1952-                           | 5, 6                            | Chủ tịch Hội đồng Đội Trung ương khóa III. Nguyên là Phó Trưởng Ban Tư tưởng - Văn hóa, Phó Chủ tịch UBND Thành phố, Trưởng ban Tư tưởng - Văn hóa Thành ủy, Phó Bí thư Thành ủy, Chủ tịch HĐND Thành phố Hồ Chí Minh. Hiện đã nghỉ hưu |                                 |
| 32 | Trịnh Tố Tâm                    | 1945-1996                       | 5                               | Anh hùng Lực lượng vũ trang nhân dân. Nguyên là Thứ trưởng Bộ Lao động - Thương binh và Xã hội. Hiện đã mất. |                                 |
| 33 | Nguyễn Duy Hùng                 | 1954-2023                       | 5                               | Nguyên là Chánh Văn phòng Ban Tổ chức Trung ương; Giám đốc, Tổng Biên tập Nhà xuất bản Chính trị Quốc gia - Sự thật. Hiện đã mất. |                                 |
| 34 | Phùng Ngọc Hùng                 | 1948-2020                       | 5                               | Chủ tịch Hội đồng Đội Trung ương khóa II. Nguyên là Phó chủ nhiệm Ủy ban Dân số, Gia đình và Trẻ em; Thứ trưởng Bộ Lao động - Thương binh và Xã hội. Hiện đã mất. |                                 |
| 35 | Trần Hoàng Thám                 | 1953-                           | 5                               | Nguyên là Ủy viên Ban Thường vụ Thành uỷ, Trưởng ban An ninh - Nội chính Thành ủy, Trưởng Ban Chỉ đạo Cải cách Tư pháp Thành phố, Trưởng Đoàn Đại biểu Quốc hội Thành phố Hồ Chí Minh; Phó Chủ tịch chuyên trách Ủy ban Trung ương Mặt trận Tổ quốc Việt Nam. Hiện đã nghỉ hưu. |                                 |
| 36 | Thái Hiền Lương                 | 1956-                           | 5                               | Nguyên là Cục trưởng Cục Hành chính - Quản trị 2, Văn phòng Chính phủ. Hiện đã nghỉ hưu. |                                 |
| 37 | Trương Thị Mai                  | 1958-                           | 6, 7                            | Bí thư Thường trực Trung ương Đoàn khóa VII. Chủ tịch Trung ương Hội Liên hiệp Thanh niên Việt Nam khóa III, IV. Ủy viên Trung ương Đảng khóa X, XI, XII, XIII. Ủy viên Bộ Chính trị khóa XII, XIII. Nguyên là Phó Chủ nhiệm Ủy ban Văn hóa, Giáo dục, Thanh niên, Thiếu niên và Nhi đồng Quốc hội; Chủ nhiệm Ủy ban các vấn đề xã hội của Quốc hội, Trưởng Ban Dân vận Trung ương; Ủy viên Bộ Chính trị, Thường trực Ban Bí thư, Trưởng Ban Tổ chức Trung ương Đảng. Từ ngày 16/05/2024, thôi giữ mọi chức vụ. |                                 |
| 38 | Ngô Văn Triển                   | 1961-                           | 6                               | Nguyên là Phó Bí thư Thường trực Quận ủy Quận 10, Phó Trưởng ban thường trực Ban Dân vận Thành ủy, Trưởng Ban Dân tộc UBND Thành phố Hồ Chí Minh. Hiện đã nghỉ hưu. |                                 |
| 39 | Trần Lưu Hải                    | 1953-                           | 6                               | Ủy viên Trung ương Đảng khóa X, XI, Nguyên là Bí thư Tỉnh ủy Hòa Bình; Phó Trưởng ban Thường trực Ban Tổ chức Trung ương. Hiện đã nghỉ hưu. |                                 |
| 40 | Vũ Văn Tám                      | 1958-                           | 7                               | Nguyên là Phó Chủ tịch UBND tỉnh Ninh Bình; Thứ trưởng Bộ Thủy sản; Thứ trưởng Bộ Nông nghiệp và Phát triển Nông thôn. Hiện đã nghỉ hưu. |                                 |
| 41 | Phạm Xuân Cảnh                  | 1963                            | 7                               | Từng là Phó Bí thư Thường trực, Bí thư Thành Đoàn, Chủ tịch Hội Sinh viên Việt Nam, Chủ tịch Hội Đồng Đội thành phố Hà Nội. Nguyên là Chuyên viên cao cấp, Phó Vụ trưởng của Vụ III - Văn phòng Chính phủ. Nguyên là Phó Bí thư thường trực Đảng ủy, Thành viên Hội đồng Thành viên Tập đoàn Dầu khí Việt Nam. Hiện đã nghỉ hưu. |                                 |
| 42 | Bùi Đặng Dũng                   | 1961-                           | 8                               | Chủ tịch Trung ương Hội Sinh viên Việt Nam khóa VII. Nguyên là Phó Chủ nhiệm Ủy ban Tài chính - Ngân sách của Quốc hội. Hiện đã nghỉ hưu |                                 |
| 43 | Lê Mạnh Hùng                    | 1961-                           | 8                               | Bí thư Thường trực Trung ương Đoàn khóa VIII. Nguyên là Phó Bí thư Tỉnh ủy Yên Bái; Phó Bí thư Thường trực Đảng ủy Khối các cơ quan Trung ương; Phó Trưởng ban Tuyên giáo Trung ương. Hiện là Phó Chủ tịch kiêm Tổng Thư ký Trung ương Hội Khuyến học Việt Nam |                                 |
| 44 | Đoàn Văn Thái                   | 1962-                           | 8                               | Nguyên là Phó Chủ tịch kiêm Tổng thư ký Trung ương Hội Chữ Thập đỏ Việt Nam. Hiện là Phó Giám đốc Trung tâm Đào tạo trực thuộc Trung ương Hội Chữ Thập đỏ Việt Nam |                                 |
| 45 | Nguyễn Thành Phong              | 1962-                           | 8                               | Bí thư Thường trực Trung ương Đoàn khóa VIII. Nguyên Ủy viên Trung ương Đảng khóa XI, XII, XIII (cho thôi giữ chức vụ từ tháng 10/2022). Nguyên là Bí thư Quận ủy, Chủ tịch UBND Quận 2 - Thành phố Hồ Chí Minh; Phó Bí thư, Bí thư Tỉnh ủy Bến Tre; Phó Bí thư Thành ủy, Chủ tịch UBND Thành phố Hồ Chí Minh, Phó Trưởng Ban Thường trực Ban Kinh tế trung ương. Hiện đã nghỉ hưu. |                                 |
| 46 | Nông Quốc Tuấn                  | 1963-                           | 8                               | Chủ tịch Trung ương Hội Liên hiệp Thanh niên Việt Nam khóa V. Ủy viên Trung ương Đảng khóa XI. Nguyên là Phó Bí thư, Bí thư Tỉnh ủy Bắc Giang, Thứ trưởng, Phó Chủ nhiệm Ủy ban Dân tộc. Hiện là đã nghỉ hưu. |                                 |
| 47 | Lâm Thị Phương Thanh            | 1967-                           | 8, 9                            | Bí thư Thường trực Trung ương Đoàn khóa IX. Chủ tịch Trung ương Hội Sinh viên Việt Nam khóa VII. Ủy viên Trung ương Đảng khóa XII, XIII. Nguyên là Phó Trưởng Ban Tuyên giáo Trung ương; Bí thư Tỉnh ủy Lạng Sơn. Hiện là Ủy viên Trung ương Đảng, Phó Chánh Văn phòng Thường trực Văn phòng Trung ương Đảng |                                 |
| 48 | Bùi Văn Cường                   | 1965-                           | 8                               | Ủy viên Trung ương Đảng khóa XI (dự khuyết), XII, XIII. Nguyên là Phó Bí thư Tỉnh ủy Gia Lai; Phó Trưởng Ban Dân vận Trung ương; Bí thư Đảng ủy Khối Doanh nghiệp Trung ương; Chủ tịch Tổng Liên Đoàn Lao động Việt Nam; Bí thư Tỉnh ủy Đắc Lăk, Chủ nhiệm Văn phòng Quốc hội, Tổng Thư ký Quốc hội. Hiện đã thôi giữ mọi chức vụ. |                                 |
| 49 | Nguyễn Lam                      | 1965-                           | 8                               | Chủ tịch Hội đồng Đội Trung ương khóa V. Nguyên là Ủy viên Thường trực, Phó Chủ tịch chuyên trách Ủy ban Trung ương Mặt trận Tổ quốc Việt Nam. Hiện là Phó Trưởng Ban Tuyên giáo và Dân vận Trung ương. |                                 |
| 50 | Nguyễn Hoàng Hiệp               | 1969-                           | 9                               | Nguyên là Phó Chủ tịch chuyên trách Ủy ban An toàn giao thông Quốc gia; Phó Bí thư Thường trực Tỉnh ủy Bắc Kạn. Hiện là Thứ trưởng Bộ Nông nghiệp và Phát triển Nông thôn |                                 |
| 51 | Phan Văn Mãi                    | 1973-                           | 9, 10                           | Bí thư Thường trực Trung ương Đoàn khóa IX, X. Chủ tịch Trung ương Hội Liên hiệp Thanh niên Việt Nam khóa VI. Ủy viên Trung ương Đảng khóa XII, XIII. Nguyên là Phó Bí thư, Phó Bí thư Thường trực, Bí thư Tỉnh ủy, Chủ tịch Hội đồng Nhân dân tỉnh Bến Tre, Phó Bí thư Thường trực Thành ủy TP. HCM. Hiện là Ủy viên Trung ương Đảng, Phó Bí thư Thành ủy, Chủ tịch UBND Thành phố Hồ Chí Minh |                                 |
| 52 | Nguyễn Thị Hà                   | 1971-                           | 9, 10                           | Chủ tịch Hội đồng Đội Trung ương khóa VI, VII. Nguyên là Phó Bí thư Tỉnh ủy Bắc Ninh. Hiện là Thứ trưởng Bộ Lao động, Thương binh và Xã hội |                                 |
| 53 | Dương Văn An                    | 1971-                           | 9, 10                           | Nguyên Ủy viên Trung ương Đảng khóa XIII. Nguyên là Phó Bí thư, Bí thư Tỉnh ủy Bình Thuận, Bí thư Tỉnh ủy Vĩnh Phúc. Hiện đã thôi giữ mọi chức vụ. |                                 |
| 54 | Nguyễn Mạnh Dũng                | 1973-                           | 9, 10                           | Bí thư Thường trực Trung ương Đoàn khóa X. Nguyên là Phó Bí thư, Quyền Bí thư Tỉnh ủy Hà Giang. Hiện đã thôi giữ các chức vụ do bị kỷ luật cảnh cáo. |                                 |
| 55 | Đặng Quốc Toàn                  | 1977-                           | 10                              | Nguyên là Bí thư Quận ủy Quận 10. Hiện là Thành ủy viên, Chánh Văn phòng UBND Thành phố Hồ Chí Minh |                                 |
| 56 | Nguyễn Long Hải                 | 1976-                           | 10                              | Chủ tịch Hội đồng Đội Trung ương khóa VII. Ủy viên Trung ương Đảng khóa XIII (dự khuyết). Nguyên là Phó Chủ tịch UBND tỉnh Lạng Sơn; Phó Bí thư Tỉnh ủy, Chủ tịch UBND tỉnh Bắc Kạn, Bí thư Đảng ủy Khối Doanh nghiệp Trung ương, Bí thư Tỉnh ủy Quảng Trị (cũ). Hiện là Ủy viên dự khuyết Trung ương Đảng, Phó Bí thư thường trực Tỉnh ủy Quảng Trị (mới) |                                 |
| 57 | Nguyễn Phi Long                 | 1976-                           | 10                              | Chủ tich Trung ương Hội Liên hiệp Thanh niên Việt Nam khóa VII. Ủy viên Trung ương Đảng khóa XIII (dự khuyết). Nguyên là Phó Bí thư Tỉnh ủy, Phó Chủ tịch, Chủ tịch UBND tỉnh Bình Định, nguyên Bí thư Tỉnh ủy Hòa Bình (cũ). Hiện là Ủy viên dự khuyết Trung ương Đảng, Phó Bí thư thường trực Tỉnh ủy Phú Thọ (mới). |                                 |
| 58 | Nguyễn Ngọc Lương               | 1978-                           | 10,11,12                        | Bí thư thường trực Trung ương Đoàn khoá XI, XII, Chủ tịch Hội Liên hiệp Thanh niên Việt Nam khóa VIII, Chủ tịch Hội đồng Đội Trung ương khóa VII, VIII. Hiện là Phó Bí thư Tỉnh ủy, Chủ tịch Ủy ban Mặt trận Tổ Quốc Việt Nam tỉnh Gia Lai. |                                 |
| 59 | Ngô Văn Cương                   | 1984-                           | 11,12                           | Hiện là Phó Bí thư chuyên trách Đảng ủy Mặt trận Tổ quốc và các đoàn thể Trung ương. |                                 |

## Các phong trào hành động cách mạng của Đoàn
Phong trào hành động cách mạng (bao gồm các Phong trào, Chương trình, Cuộc vận động) là một trong những phương thức hoạt động chủ yếu của Đoàn Thanh niên Cộng sản Hồ Chí Minh. Thông qua các phong trào hành động cách mạng, Đoàn Thanh niên Cộng sản Hồ Chí Minh đoàn kết, tập hợp, giáo dục và tổ chức cho thanh niên thực hiện các mục tiêu, lý tưởng của Đoàn và đồng hành, hỗ trợ, giúp thanh niên được phát triển toàn diện.
Mỗi nhiệm kỳ, Đoàn phát động một hoặc một vài phong trào cách mạng phù hợp với đặc điểm của từng thời kỳ.

### Nhiệm kỳ I (1950 - 1956)
- Năm 1950: Phong trào "Tòng quân giết giặc lập công"

### Nhiệm kỳ II (1956 - 1961)
- Năm 1956: Phong trào "Lao động kiến thiết Tổ quốc"
- Năm 1960: Phong trào "Thi đua trở thành người lao động tiên tiến"

### Nhiệm kỳ III (1961 - 1980)
- Năm 1961: Phong trào "Xung phong tình nguyện vượt mức kế hoạch Nhà nước 5 năm lần thứ nhất"
- Năm 1964: Phong trào "Ba sẵn sàng" ở miền Bắc:

1. Sẵn sàng chiến đấu, chiến đấu dũng cảm và sẵn sàng gia nhập các lực lượng vũ trang nhân dân.
2. Sẵn sàng khắc phục khó khăn, đẩy mạnh sản xuất, học tập trong bất kỳ tình huống nào.
3. Sẵn sàng đi bất cứ nơi nào, làm bất cứ việc gì mà Tổ quốc cần đến.

- Năm 1965: Phong trào "Năm xung phong" ở miền Nam:

1. Xung phong tiêu diệt thật nhiều sinh lực địch.
2. Xung phong tòng quân giết giặc.
3. Xung phong trong các cuộc đấu tranh chính trị ở nông thôn cũng như đô thị.
4. Xung phong phục vụ tiền tuyến, vào các đội thanh niên xung phong công tác phục vụ chiến trường.
5. Xung phong sản xuất nông nghiệp trong nông thôn.

- Năm 1973: Đoàn Thanh niên Nhân dân cách mạng miền Nam phát động Phong trào "Ba xung phong giành giữ hoà bình", bao gồm:

1. Xung phong đấu tranh chính trị.
2. Xung phong tham gia xây dựng lực lượng vũ trang.
3. Xung phong xây dựng vùng giải phóng và căn cứ địa cách mạng

- Năm 1975: Phát động trong thanh niên cả nước cuộc vận động thi đua thực hiện các phong trào lớn:

1. Phong trào Lao động tình nguyện xây dựng Tổ quốc và lao động tình nguyện vượt mức kế hoạch trong khu vực sản xuất.
2. Phong trào Quyết thắng trong các lực lượng vũ trang.
3. Phong trào thi đua học tập và xây dựng tập thể học sinh xã hội chủ nghĩa
4. Phong trào rèn luyện thân thể và thực hiện nếp sống mới

- Năm 1978: Phong trào "Ba xung kích làm chủ tập thể"
- Năm 1979-1980: Thực hiện cuộc vận động "Ba mũi tên tiến công tiêu cực" và cuộc vận động "Toàn Đoàn tham gia xây dựng Đảng"

### Nhiệm kỳ IV (1980 - 1987)
- Năm 1982–1983: Ba chương trình hành động cách mạng của tuổi trẻ, bao gồm:

1. Chương trình tuổi trẻ đẩy mạnh sản xuất lương thực.
2. Chương trình tuổi trẻ thực hành tiết kiệm.
3. Chương trình tham gia giải quyết việc làm cho thanh niên.

- Năm 1984: Nghị quyết 7 (khoá IV) bổ sung và đề ra Năm chương trình hành động cách mạng của tuổi trẻ, bao gồm

1. Chương trình học tập - rèn luyện xây dựng con người mới xã hội chủ nghĩa.
2. Chương trình tuổi trẻ xung kích đẩy mạnh sản xuất lương thực và phát triển nông nghiệp toàn diện.
3. Chương trình tuổi trẻ lao động sáng tạo, tiết kiệm và giải quyết việc làm cho thanh niên.
4. Chương trình tuổi trẻ xung kích trên mặt trận an ninh - quốc phòng, bảo vệ Tổ quốc.
5. Chương trình tuổi trẻ xung kích trên mặt trận cải tạo xã hội chủ nghĩa và phân phối lưu thông.

### Nhiệm kỳ V (1987 - 1992)
- Năm 1987: Đại hội V phát động phong trào: "Tuổi trẻ xung kích sáng tạo, xây dựng và bảo vệ Tổ quốc" với 4 chương trình:

1. Tuổi trẻ xung kích và sáng tạo trên mặt trận kinh tế, thực hiện thắng lợi 3 chương trình mục tiêu về lương thực, thực phẩm, hàng tiêu dùng và hàng xuất khẩu.
2. Tuổi trẻ đi đầu thực hiện các chính sách xã hội và đấu tranh cho công bằng xã hộii
3. Tuổi trẻ xung kích trên mặt trận quốc phòng, an ninh, bảo vệ Tổ quốc.
4. Tuổi trẻ học tập và tiến quân vào khoa học kỹ thuật.

- Năm 1988: Triển khai Cuộc vận động "Xây dựng chi Đoàn mạnh"

### Nhiệm kỳ VI (1992 - 1997)
- Năm 1992: Đại hội VI phát động 4 chương trình hành động cách mạng của Đoàn và tuổi trẻ Việt Nam bao gồm:

1. Chương trình thanh niên làm kinh tế, tham gia giải quyết việc làm.
2. Chương trình thanh niên tham gia bảo vệ Tổ quốc, bảo vệ an ninh chính trị, trật tự, an toàn xã hội.
3. Chương trình học tập, sáng tạo, tích cực tham gia phát triển văn hoá - xã hội.
4. Chương trình xây dựng Đội Thiếu niên Tiền phong Hồ Chí Minh và chăm sóc, giáo dục thiếu niên, nhi đồng.

- Năm 1993: Hội nghị Ban Chấp hành Trung ương Đoàn lần thứ 2 (khóa VI) phát động hai phong trào lớn: "Thanh niên lập nghiệp" và "Tuổi trẻ giữ nước"

### Nhiệm kỳ VII (1997 - 2002)
- Năm 1997: Tiếp tục phát triển hai phong trào lớn "Thanh niên lập nghiệp" và "Tuổi trẻ giữ nước"  lên một tầm cao mới

### Nhiệm kỳ VIII (2002 - 2007)
- Năm 2002: Phát triển phong trào: "Tuổi trẻ thi đua tình nguyện, xây dựng và bảo vệ Tổ quốc"

### Nhiệm kỳ IX (2007 - 2012)
- Năm 2007: Đoàn TNCS Hồ Chí Minh tập trung triển khai hai phong trào lớn là: "Năm xung kích phát triển kinh tế - xã hội và bảo vệ Tổ quốc" và "Bốn đồng hành với thanh niên lập thân, lập nghiệp"

-  Phong trào "Năm xung kích phát triển kinh tế - xã hội và bảo vệ Tổ quốc"  (gọi tắt: Phong trào "5 xung kích") gồm các nội hàm:
1. Xung kích lao động sáng tạo, phát triển kinh tế - xã hội.
2. Xung kích, tình nguyện vì cuộc sống cộng đồng.
3. Xung kích bảo vệ Tổ quốc, giữ gìn an ninh chính trị và trật tự an toàn xã hội.
4. Xung kích thực hiện cải cách hành chính.
5. Xung kích trong hội nhập kinh tế quốc tế.

- Phong trào "Bốn đồng hành với thanh niên lập thân, lập nghiệp"  (gọi tắt là: Phong trào "4 đồng hành") gồm các nội hàm:
1. Đồng hành với thanh niên trong học tập, nâng cao trình độ học vấn, chuyên môn, nghiệp vụ.
2. Đồng hành với thanh niên trong nghề nghiệp và việc làm.
3. Đồng hành với thanh niên trong nâng cao sức khỏe thể chất và đời sống văn hoá tinh thần.
4. Đồng hành với thanh niên trong phát triển kỹ năng xã hội.

### Nhiệm kỳ X (2012 - 2017)
- Năm 2012: Triển khai 2 phong trào: "Xung kích phát triển kinh tế - xã hội và bảo vệ Tổ quốc" và "Đồng hành với thanh niên lập thân, lập nghiệp" trên cơ sở những bài học kinh nghiệm của hai phong trào "5 xung kích, 4 đồng hành"

### Nhiệm kỳ XI (2017 - 2022)
- Năm 2017: Triển khai "3 phong trào hành động cách mạng phát huy vai trò xung kích, tình nguyện, sáng tạo của thanh niên trong xây dựng và bảo vệ Tổ quốc" và "3 chương trình đồng hành với thanh niên"[10]

- 3 phong trào hành động cách mạng phát huy vai trò xung kích, tình nguyện, sáng tạo của thanh niên trong xây dựng và bảo vệ Tổ quốc:
1. Phong trào "Thanh niên tình nguyện"
2. Phong trào "Tuổi trẻ sáng tạo"
3. Phong trào "Tuổi trẻ xung kích bảo vệ Tổ quốc"

- 3 chương trình đồng hành với thanh niên:
1. Chương trình "Đồng hành với thanh niên trong học tập"
2. Chương trình "Đồng hành với thanh niên khởi nghiệp, lập nghiệp"
3. Chương trình "Đồng hành với thanh niên rèn luyện và phát triển kỹ năng trong cuộc sống, nâng cao thể chất, đời sống văn hóa tinh thần"

### Nhiệm kỳ XII (2022 - 2027)
- Năm 2022: Tiếp tục triển khai "3 phong trào hành động cách mạng phát huy vai trò xung kích, tình nguyện, sáng tạo của thanh niên trong xây dựng và bảo vệ Tổ quốc" và "3 chương trình đồng hành với thanh niên"

## Tài chính
Điều lệ Đoàn quy định tài chính của Đoàn bao gồm ngân sách Nhà nước cấp, đoàn phí và các khoảng thu hợp pháp khác, việc quản lý sử dụng tài chính của Đoàn phải tuân thủ theo nguyên tắc quản lý của nhà nước. Trên thực tế, ngân sách Nhà nước chiếm tỷ lệ rất lớn trong kinh phí hoạt động của Đoàn và ngân sách dành cho Đoàn từng cấp luôn nằm trong dự toán ngân sách Nhà nước hằng năm của chính quyền cấp đó.